# Папроцкий, Бартош
Ба́ртош Папро́цкий (Бартоломей, Варфоломей; пол. Bartosz Paprocki, Bartolomej Paprocký, лат. Bartholomaeus Paprocki; родился около 1543 года — умер 27 декабря 1614 года, Львов, Львовская земля, Русское воеводство Малопольской провинции, Корона Королевства Польского, Речь Посполитая) — польский историк и геральдист, поэт, публицист и моралист.

## Биография
Закончив своё образование в Краковской академии, Папроцкий предался поэтическим и историческим трудам, равно и литературной борьбе с появившимся тогда в Польше протестантизмом. В течение 40 лет Папроцкий издал так много сочинений по-латински, польски и чешски, как ни один современный ему славянский писатель. Первым большим трудом Папроцкого было: «Паноша, то есть вославление господ и дам земель русских и подольских за их доблесть» (пол. Panoszą, to jest wysławienie panów i paniąt ziem ruskich i podolskich z męstwa, Краков, 1575) — стихотворное описание именитых польских, русских и валашских родов, с изображениями лиц и гербов. В «Рыцарскорм круге» (пол. Koło rycerskie, Краков, 1576) Папроцкий остроумно описал непорядки польских сеймов, под видом собраний зверей. Чисто генеалогическим трудом было его «Гнездо добродетели...» (пол. Gniazdo cnoty..., Краков, 1578), содержащее, сверх польской истории до Стефана Батория, описание гербов земель, родов и городов; новым дополненным изданием этого труда стало «Гербы рыцарства польского» (пол. Herby rycerstwa Polskiego, Краков, 1584). Папроцкий принимал активное участие в избирательной борьбе после прекращения существования династии Ягеллонов, действуя в пользу Габсбургов. После поражения австрийской «партии», опасаясь мести Сигизмунда III Вазы, Папроцкий удалился в Моравию и пользовался покровительством моравских, чешских и силезских дворянских родов, а главное — оломоуцского епископа Павловского. Папроцкий продолжал заниматься историческими и геральдическими изысканиями, издавая свои труды по-чешски. Так, плодом его пребывания в Моравии было «Зерцало славного маркграфа Моравского» (чеш. Zrcadlo Slavného Markrabstvi Moravského, Оломоуц, 1593). Из сочинений Папроцкого, касающихся Чехии, важнейшие «Королевский сад»
(пол. Ogrod królewski, Прага, 1599) и «Дедичи, то есть преемственность князей и королей чешских» (сард. Diadochus, id est posloupnost knìžat a králův českých, Прага, 1602); по истории Силезии — «Силезское родословие» (чеш. Štambuch Slezský, Брно, 1609). В 1613 году Папроцкий возвратился в Польшу. Кроме приведённых сочинений, Папроцкий написал и много других, частью оставшихся в рукописи, в частности «Паралипомена славянской генеалогии» (лат. Paralipomena genealogiarum Slavicarum), в котором содержатся сведения о московских родах. 
Исторические и геральдические изыскания Папроцкого представляют довольно значительную ценность, хотя полное доверие к ним не бесспорно (напр. Бальбина). Некоторые труды Папроцкого, большей частью в извлечениях и переработках, имеются по-немецки и по-латински.